# Ignacio Biosca García
Ignacio Biosca García, auch Nacho Biosca, (geboren am 17. Juli 1995 in Barcelona) ist ein spanischer Handballtorwart.

## Vereinskarriere
Biosca begann seine Karriere im Jahr 2011 in der B-Auswahl des FC Barcelona. Ab 2014 stand er bei Ademar León unter Vertrag, für den er in der Saison 2014/2015 in der Liga Asobal debütierte und bis zum Ende der Saison 2018/2019 in 149 Partien eingesetzt wurde.
Im Jahr 2019 wechselte er in die Schweiz zu den Kadetten Schaffhausen, er verlängerte seinen dortigen Vertrag im Februar 2021. Mit den Kadetten Schaffhausen gewann er 2022 die Schweizer Meisterschaft.
Im Dezember 2022 ging er nach Polen und stand dort im Aufgebot von Wisła Płock.
Zur Saison 2023/2024 wechselte Biosca zu KC Veszprém nach Ungarn. Ab der Saison 2024/2025 sollte er für den französischen Erstligisten HBC Nantes auflaufen, er wechselte dann vorzeitig bereits im März 2024 zu HBC Nantes. Mit Nantes gewann er 2024 die Coupe de France.

## Auswahlmannschaften
Nacho Biosca wurde am 12. März 2011 erstmals für eine spanische Auswahlmannschaft aufgeboten, er spielte bis Juli 2011 in sieben Partien für die spanische promesas selección.
Am 20. Januar 2012 gab er sein Debüt in der spanischen Jugendauswahl. Mit diesem Team spielte er auch bei der U-18-Europameisterschaft 2012 und der U-19-Weltmeisterschaft 2013. Bis zum 23. August 2013 wurde er in 38 Spielen eingesetzt.
Vom 10. Januar 2014 bis zum 1. August 2015 stand Biosca dann in insgesamt 38 Spielen im Aufgebot der spanischen Juniorenauswahl. Zu diesem Team gehörte er auch bei der U-20-Europameisterschaft 2014 und der U-21-Weltmeisterschaft 2015.
Für die A-Auswahl Spaniens kam er erstmals am 13. Juni 2018 zum Einsatz. Er stand im Aufgebot bei den Mittelmeerspielen 2018 und bestritt bis zum 29. Dezember 2019 insgesamt neun Länderspiele für die spanische Nationalmannschaft, dabei erzielte er ein Tor.